# Australopithecus anamensis
Australopithecus anamensis (česky též Australopiték turkanský) je druh vyhynulého hominida, žijící ve starším pliocénu (před 3,9 – 4,2 miliony let) na území dnešní Etiopie a Keni ve východní Africe. Je nejstarším známým zástupcem rodu Australopithecus a zároveň jedním z prvních zástupců lidské vývojové linie po oddělení od předků šimpanzů. Starší jsou pouze málo známé rody Sahelanthropus, Orrorin a Ardipithecus.

## Objevy

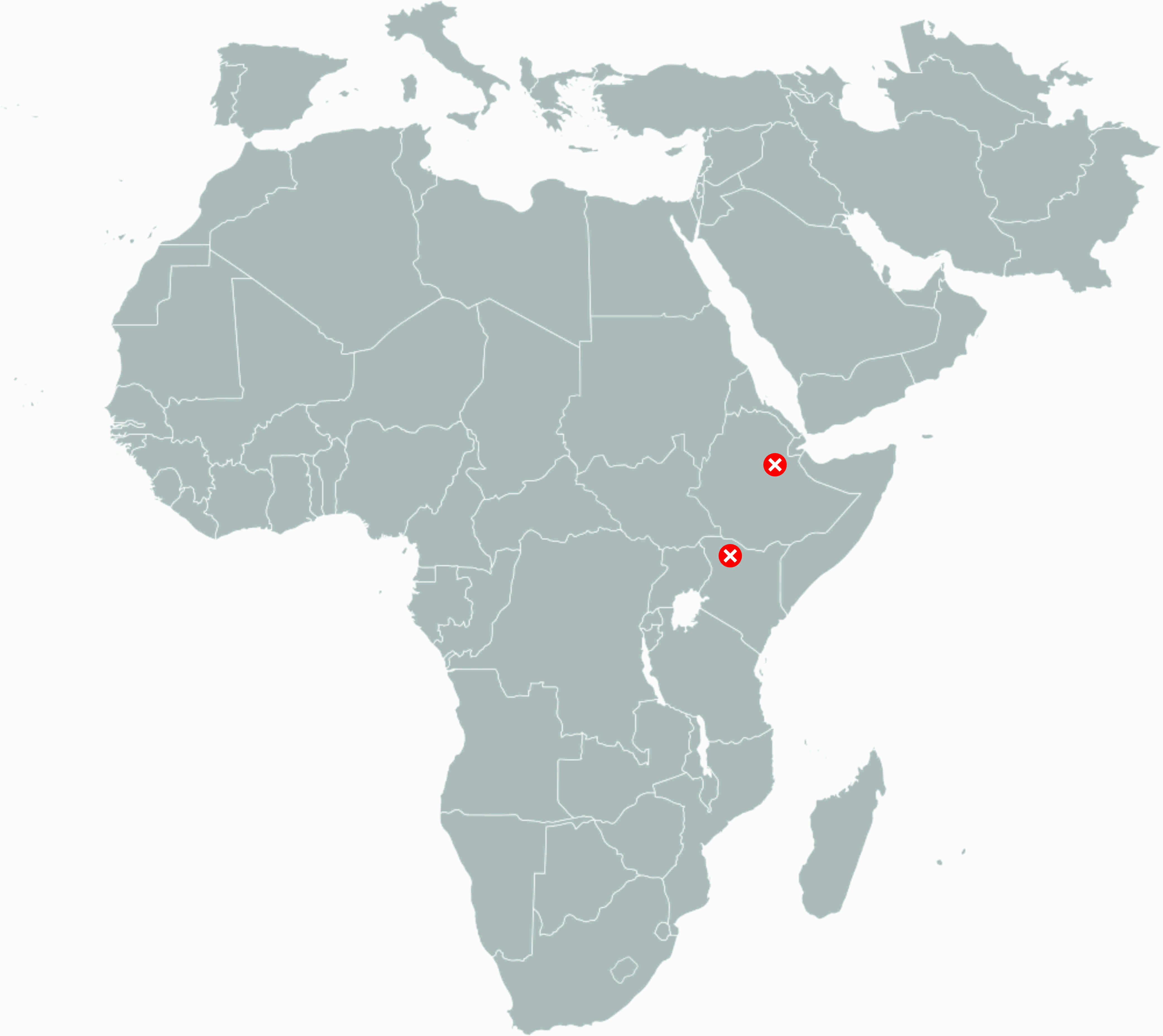
Místa nálezů na mapě Afriky

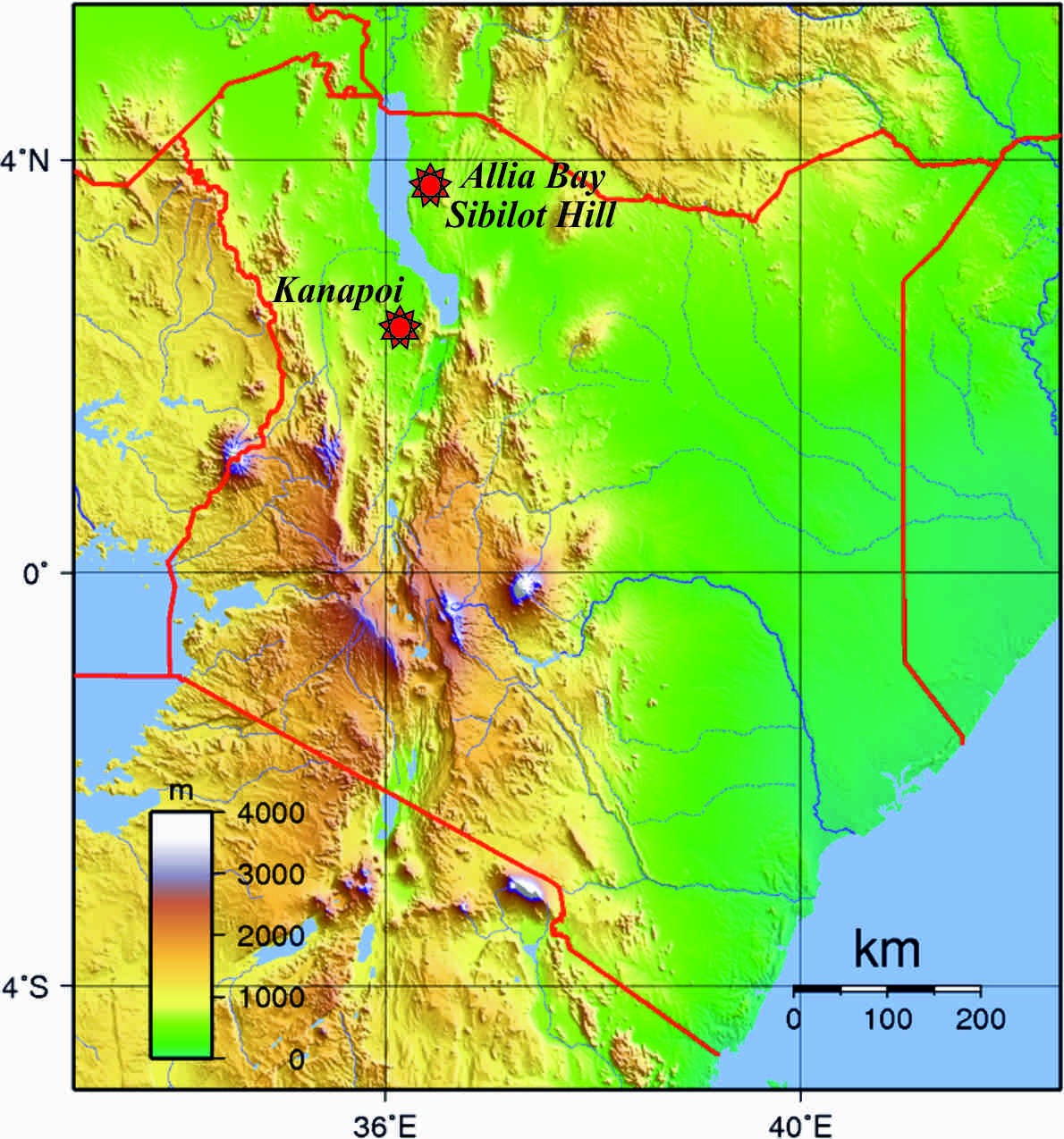
Místa nálezů na mapě Keni

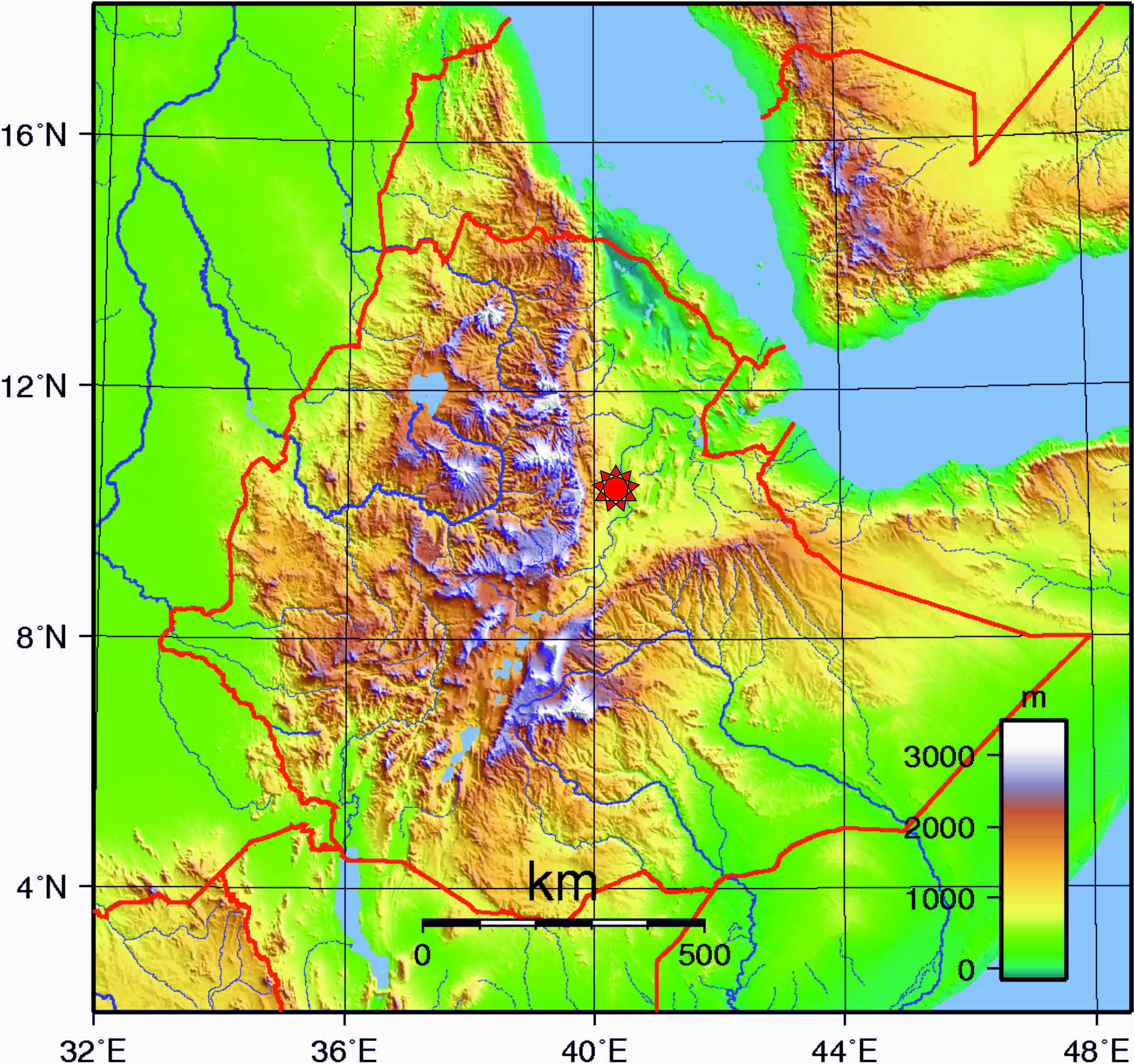
Místa nálezů na mapě Etiopie

Ostatky druhu Australopithecus anamensis poprvé zachytil Bryan Patterson při expedici Harvardovy univerzity v roce 1965. Na lokalitě Kanapoi na západním břehu jezera Turkana v severní Keni objevil distální část levé pažní kosti, odborníci se však vzhledem k tehdejšímu stavu poznání dlouho nemohli shodnout na správném taxonomickém zařazení. Nález tak byl nejčastěji popisován jako blíže neurčený australopiték.
Až v roce 1994 nalezli Meave Leakeyová, Alan C. Walker a jejich tým na téže lokalitě dalších devět pozůstatků pliocenních hominidů, u nichž bylo možné pozorovat nápadné odlišnosti oproti již známému druhu Australopithecus afarensis (navíc byly výrazně starší). Objevitelé k nim přiřadili ještě třináct obtížně zařaditelných, ale podobně starých vzorků, zachycených již v letech 1982 a 1988 na lokalitách Allia Bay a Sibilot Hill na východním břehu jezera Turkana. Celý soubor v roce 1995 přisoudili novému druhu Australopithecus anamensis. Druhový přívlastek byl přitom odvozen z turkanského výrazu pro jezero („anam“), aby připomínal blízkost lokalit k jezeru Turkana.
V letech 1995 – 1997 a 2003 – 2008 byly v Kanapoi i Allia Bay zachyceny další ostatky, takže v současnosti je z Keni k dispozici 87 vzorků, většinou se však jedná o zlomky čelistí a izolované zuby. Z postkraniální kostry byly nalezeny pouze fragmenty holenní kosti, pažní kosti, vřetenní kosti, kost hlavatá a část článku prstu z ruky.
Téměř současně jako v Keni byly zjištěny podobně staré ostatky také v Etiopii v oblasti středního toku řeky Awaš. První nález (horní čelist) byl zachycen 13. listopadu 1994 na lokalitě Aramis a v letech 2000 – 2005 pak přibyly další zlomky kostí z nedalekých lokalit Asa Issie a Hana Hari. Celkem je z Etiopie známo 32 nálezů, řazených k druhu Australopithecus anamensis. Pochází nejméně z osmi jedinců, i v tomto případě však velkou část tvoří izolované zuby nebo jejich skupiny. Kromě nich byly ale zachyceny také zlomky lebky, krčních a hrudních obratlů, nártní kosti a po jednom článku prstu z ruky a z nohy. Objevena byla také část stehenní kosti, která představuje nejstarší známou stehenní kost rodu Australopithecus.
Objevy poblíž řeky Awaš navíc významně rozšířily oblast výskytu druhu Australopithecus anamensis, protože keňská a etiopská naleziště jsou od sebe vzdálena zhruba 1000 km.

### Datace
Nalezené ostatky jsou značně zlomkovité a pochází z různorodých, navzájem velmi vzdálených lokalit. Kromě morfologických podobností je tak pojí pouze podobná datace. Nálezy z Kanapoi byly zachyceny mezi dvěma vrstvami tefry, jejichž stáří bylo pomocí metody 40Argon/39Argon určeno na 4,1 a 4,2 milionů let. Ostatky tedy pochází z tohoto časového období. Pouze jedna dolní čelist byla v Kanapoi nalezena v mladších sedimentech, starých jen asi 3,9 milionů let. Stejné stáří, tedy 3,9 milionů let bylo stanoveno i pro nálezy z Allia Bay a Sibilot Hill, zatímco etiopské lokality jsou datovány do intervalu 4,1 – 4,2 milionů let.

## Popis

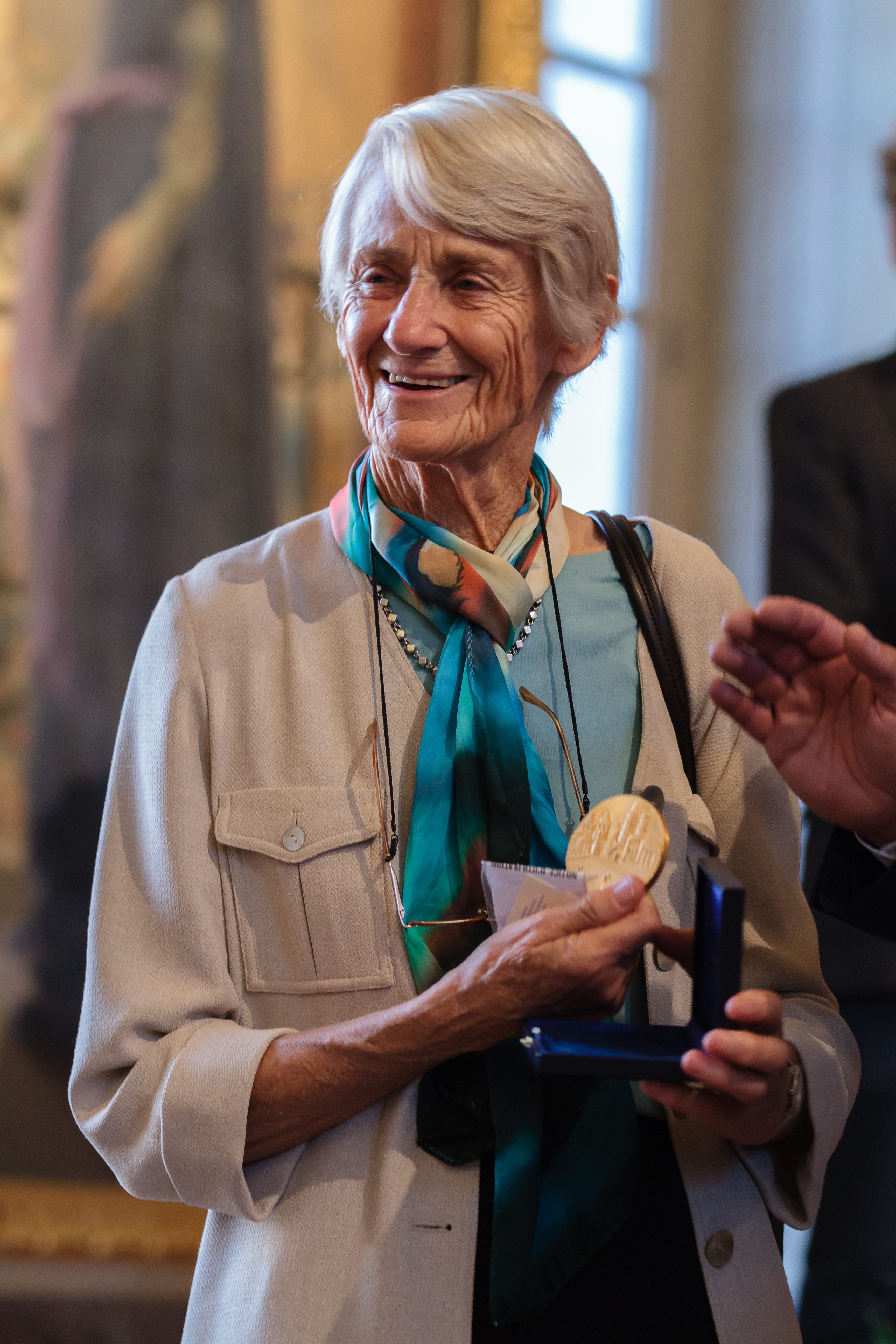
Meave Leakey

Australopithecus anamensis mohl dosahovat zhruba velikosti moderního šimpanze. Podle nalezených zlomků holenní kosti byla jeho hmotnost odhadnuta na 47 – 55 kg, ačkoliv samice mohly být výrazně menší. I přesto váhový odhad převyšuje hodnoty, udávané pro druh Australopithecus afarensis a ukazuje na poměrně velký vzrůst druhu Australopithecus anamensis. Na výrazný pohlavní dimorfismus v tělesných rozměrech ukazují značné rozdíly ve velikosti nalezených ostatků. V délce špičáků však není mezi samci a samicemi velký rozdíl. To znamená, že tyto zuby již neměly v bojích o samice nebo teritorium velký význam.
Z mozkovny byly zachyceny jen nepatrné fragmenty, takže není možné odhadnout velikost ani utváření mozku. Předpokládá se ovšem, že stejně jako u ostatních australopitéků jeho objem výrazně nepřesahoval dimenze současných lidoopů.
Znaky lebky:

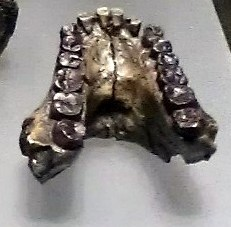
Dolní čelist KNM-KP 29281

- silně pneumatizovaná spánková kost (os temporale) jako u šimpanzů i rodu Ardipithecus
- málo vyvinutý výběžek eminentia articularis a úzký otvor vnějšího zvukovodu jako u lidoopů
- nosní otvor se zaoblenými okraji, na rozdíl od ostrého ohraničení u druhu Australopithecus afarensis
- úzká dolní čelist s téměř paralelně jdoucími řadami zubů, bližší spíš lidoopům než australopitékům
- méně robustní dolní čelist (v porovnání s mladšími australopitéky)
- v předozadním směru výrazně ustupující symfýza dolní čelisti (v porovnání s druhem Australopithecus afarensis)
- primitivně mělké (ploché) patro
- větší přední zuby (řezáky, špičáky) než u mladších australopitéků
- poměrně velké špičáky (menší než u Ardipithecus ramidus, ale větší než u Australopithecus afarensis) – dlouhé a robustní jsou především kořeny, zatímco výška korunky je méně nápadná, proto špičáky vyčnívají z řady ostatních zubů jen minimálně
- z boku symetrický horní špičák (oproti asymetrickým špičákům ostatních australopitéků)
- špičáky a třenové zuby již beze stop ostřícího komplexu, pouze s nepatrným zbytkem diastemy – mezery mezi špičáky a třenovými zuby v dolní čelisti i mezi druhými řezáky a špičáky horní čelisti
- větší asymetrický první třenový zub s jediným hrbolkem na rozdíl od menších, dvouhrbolkových třenových zubů mladších australopitéků
- první mléčná stolička tvarově odlišná od první stoličky trvalého chrupu (na rozdíl od mladších australopitéků)
- poměrně malé stoličky (větší než u Ardipithecus ramidus, ale menší než u mladších australopitéků)
- asymetrické horní stoličky
- silná zubní sklovina
- svébytný vzor opotřebení zubů – přední zuby jsou opotřebené výrazněji než stoličky a třenové zuby

Znaky horní končetiny:

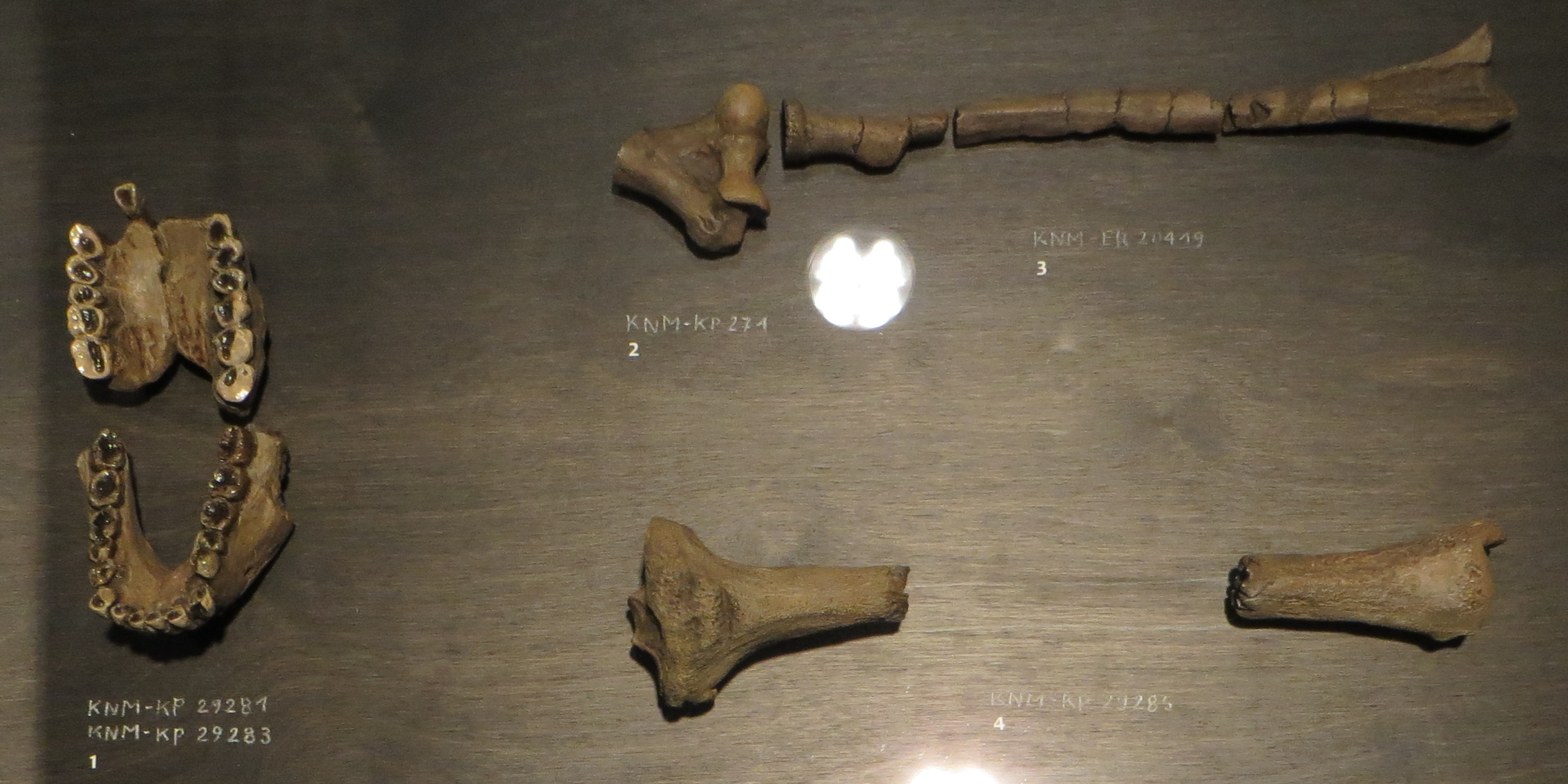
Čelisti a postkraniál z Keni

- robustně stavěná pažní kost s velmi silnou vrstvou hutné kostní tkáně, morfologicky podobná ostatním druhům rodu Australopithecus
- nápadně dlouhá vřetenní kost, ukazující na prodloužené paže v poměru k velikosti těla (v porovnání s člověkem), se stopami silného vřetenního svalu
- primitivní stavba zápěstí s omezenou schopností rotace v kloubu pro připojení ukazováku, ukazující na omezenou schopnost precizního gripu a jemné manipulace
- dlouhé, zakřivené a dobře osvalené články prstů

Znaky dolní končetiny:
- holenní kost se znaky běžně užívané bipedie – konce holenní kosti jsou silné, schopné poskytnout dostatečnou oporu při vzpřímení těla a kloubní plochy naznačují stabilitu kolenního kloubu i orientaci kosti kolmo k zemi (kolena tudíž byla vbočená dovnitř a nacházela se v ose těla jako u člověka, nebyla vytočená ven jako u lidoopů)

## Způsob života

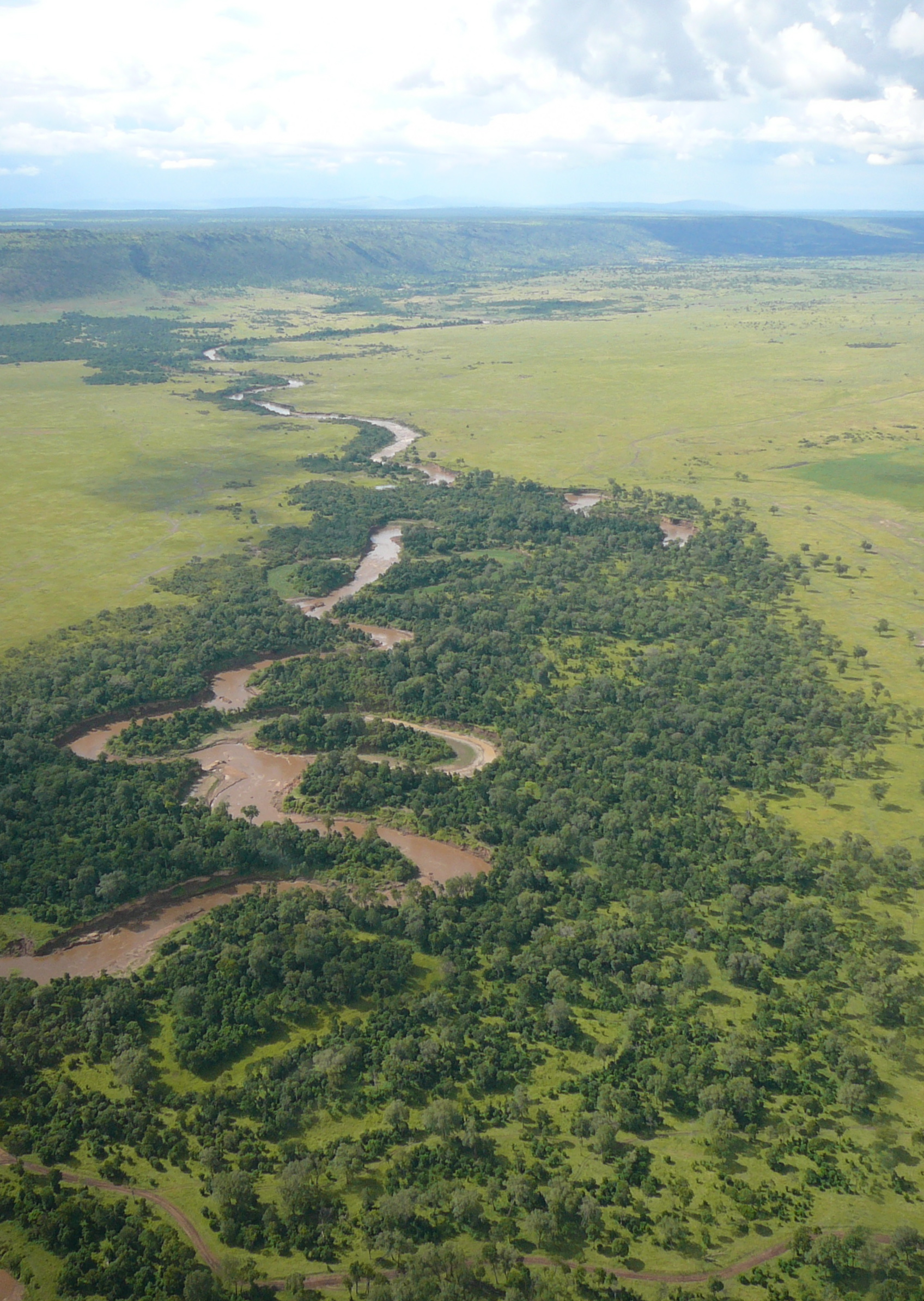
Masai Mara - analogie okolí jezera Turkana v pliocénu

Podle nalezených kosterních ostatků lze s jistotou předpokládat, že Australopithecus anamensis běžně využíval dvounohou vzpřímenou chůzi. Dlouhé, silné paže i svalnaté a prohnuté články prstů však zároveň dovolovaly obratné šplhání v korunách stromů.

### Životní prostředí
Společně s ostatky hominidů bylo při výzkumech zachyceno i velké množství jiných zvířat, což umožnilo poměrně přesně rekonstruovat životní prostředí časných australopitéků. Například ryby a někteří plazi ukazují na blízkost vodního zdroje. Sedimenty, z nichž byly ostatky vyzvednuty napovídají, že keňský Australopithecus anamensis žil před 4 miliony let u břehů paleojezera Lonyumun, které předcházelo dnešnímu jezeru Turkana. V době před 3,9 miliony let jezero Lonyumun již neexistovalo, ale stále zde protékala řeka Omo.
Analýza fauny z keňských nalezišť, v níž z větších savců dominují antilopy rodu Tragelaphus, pravé antilopy a buvolci, ukazuje na pestrou mozaikovitou krajinu. Poměrně velkou plochu (zhruba 60 – 80%) patrně zabíraly sušší, otevřené travnaté ekosystémy, pouze s občasnými lesíky a křovinami. Ty snad jen v okolí vodních ploch a toků mohly tvořit souvislejší porosty. Přesto v časném pliocénu rostlo v okolí jezera Turkana více stromů a keřů než v mladších obdobích.
Naproti tomu prostředí v Etiopii bylo dle všeho více zalesněné a vlhčí, protože se zde nalezlo větší množství úzkonosých opic a další zvěře, typické pro prosvětlené i hustší lesy. Ve srovnání s životním prostředím ardipitéka, který žil ve stejném prostoru asi o 200 000 let dříve, přibylo otevřených travnatých ploch.
Předpokládá se tudíž, že časní australopitéci se neomezovali na jediné, úzce vymezené prostředí, ale že naopak mohli s úspěchem využívat širší spektrum ekosystémů. Ačkoliv stromy, poskytující potravu i vhodný úkryt před dravci, pro ně byly nezbytné, mohli již alespoň zčásti pronikat do otevřené krajiny.

### Strava
O stravě druhu Australopithecus anamensis bylo vysloveno větší množství názorů, aniž by došlo ke shodě. Situaci komplikuje i fakt, že všechny analýzy mohly být vzhledem ke stupni dochování prováděny jen na velmi malém vzorku ze všech nalezených zubů.
Již u tohoto nejstaršího zástupce australopitéků se (na rozdíl od ardipitéka) projevují adaptace, typické pro celý rod – silnější zubní sklovina, velké stoličky a masivnější dolní čelist. Tyto znaky se obecně pokládají za známku častější konzumace tvrdé a abrazivní potravy (ořechy, semena, kořínky, hlízy). Důvodem, proč australopitékové rozšířili spektrum přijímané potravy i o tyto zdroje, mohla být rostoucí sezónnost prostředí, krátkodobé i dlouhodobé klimatické změny a ústup hustého lesa s hojností měkkých plodů. Hlízy, kořínky a semena tak mohly být důležitými záložními zdroji, využívanými v méně příznivých částech roku, kdy nebyl dostatek měkčí, na zpracování méně náročné potravy.
Morfologii zubů a čelistí druhu Australopithecus anamensis ale neodpovídají mikroskopické stopy opotřebení skloviny, především na skusové ploše stoliček. Zde se svou strukturou nejvíce podobají stopám na zubech moderních goril, živících se ovocem a především listy, nepodporují ale představu konzumace tvrdých křehkých objektů (ořechů, semen). Také vnitřní stavba skloviny odpovídá pojídání většího množství listů nebo travin. Analýza stop na vnější straně stoliček však naznačuje alespoň sezónní příjem tvrdého jídla, vyžadujícího drcení – stopy jsou podobné moderním úzkonosým opicím (pavián anubi, kočkodan obecný), které stravu, složenou převážně z plodů a listů, sezónně doplňují podzemními zásobními orgány, kořeny nebo semeny.
Australopithecus anamensis se tak asi více než ardipiték spoléhal na zdroje otevřených prostor – traviny, jejich semena nebo hlízy. Patrně již rozšířil spektrum využívaných zdrojů o tuto tvrdší potravu, ale rozdíl proti starším homininům ještě nebyl nijak závratný a měkké plody mohly tvořit podstatnou část jídelníčku. Rovněž nelze vyloučit, že rostlinná strava byla doplňována hmyzem, drobnými obratlovci a nebo ptačími vejci.

### Kultura
V současnosti neexistují žádné doklady toho, že by Australopithecus anamensis vytvářel nějakou specifickou kulturu a záměrně vyráběl nástroje, jako tomu zřejmě bylo u některých mladších druhů. Je ale pravděpodobné, že využíval větve a klacíky nebo neupravené valouny podobně jako dnešní gorily, orangutani i šimpanzi.

## Fylogeneze
Australopithecus anamensis je v současnosti nejstarším známým zástupcem rodu Australopithecus, v porovnání s některými mladšími druhy (Australopithecus afarensis, Australopithecus africanus) je však zatím jen málo poznaný. Většinou morfologických znaků se podobá zástupcům druhu Australopithecus afarensis, podržel si ale ještě množství archaických detailů. Hlavní rozdíly jsou patrné v utváření chrupu a čelistí, zatímco postkraniální kostra obou druhů se až na velikost příliš neliší. Většina odborníků proto předpokládá, že A. anamensis byl přímým předkem A. afarensis a že se jedná o jedinou anagenetickou linii. Odlišné druhy se tudíž rozeznávají spíše formálně, především na základě časové odlišnosti. Přesto nelze zcela vyloučit, že se jedná o dvě oddělené linie. Nálezy z Kanapoi a Asa Issie také dobře vyplňují mezeru mezi ardipitéky a australopitéky, a to nejen časově, ale i morfologicky.